# يشب (حجر)

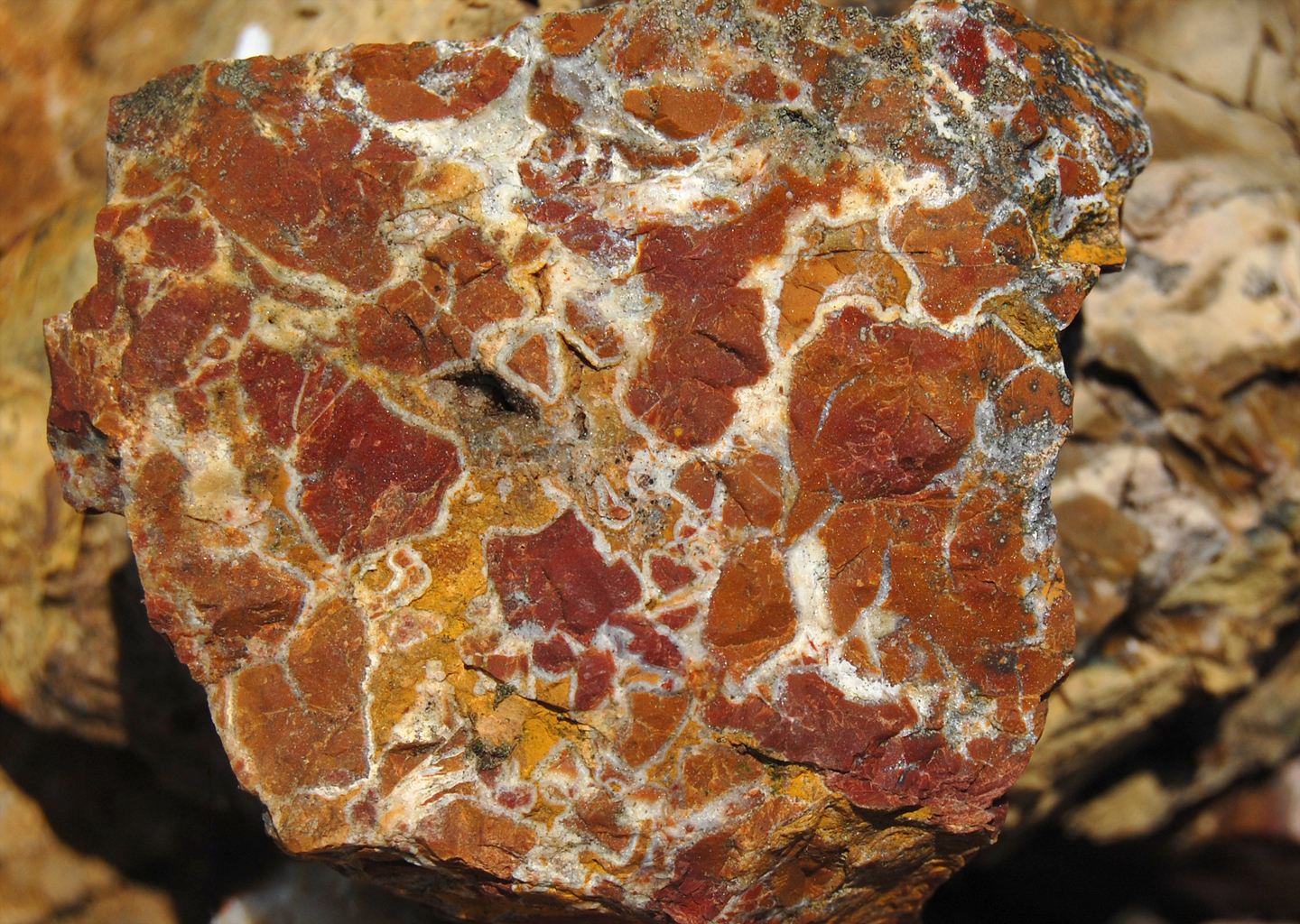
حجر اليشب في رومانيا.

اليَشْب (بالإنجليزية: Jasper)‏ هو جُزء من المرو خفي التبلور، يكون لونه أحمر أو بُني غامق وقد يكون مُصفر اللون أو أخضر ونادراً ما يكون أزرق، يرجع لون حمرته الشائع إلى شوائب الحديد كما تكون من حبيبات دقيقة جداً.
يظهر اليشب تحت المجهر على شكل حبيبات دقيقة بالإضافة إلى ألياف أو كرات صغيرة من السليكا. وبصفة عامة يمكن القول أن الخواص الفيزيائية لليشب تشابه إلى حد كبير جداً الخواص الفيزيائية للمرو.
يستخدم اليشب في أعمال الزينة إذ استخدمه الإنسان منذ العصور القديمة في صناعة الخشب المحفور والمرصع باليشب، كما استخدمه في صناعة بعض الحلي رخيصة الثمن.

## التسمية
فقد ثبت أن للمفردة أصل عربي عريق وكشف عن ذلك ويل ديورانت عندما ذكر أنها أخذت عن الكتابة الآشورية، وقد وجد الآثاريون العراقيون أنها كانت تعرف بالبابلية (أياشبو)، فصارت تعرف بالعربية الحديثة يَشْب أو يَشْف أو يَصْب ويبدو أنها دخلت إلى الفارسية عن طريق العربية وليس العكس كما كان يُعتقد فقالوا يشم أو يشف وجعلتها العبرية يشفه وصارت باليونانية يسبس Isapis أما السريانية فتارة تحاكي اليونانية فتبقيها يسبس وأخرى تستعير من العربية تنوينها فتجعلها يسبن ومن الإغريقية دخلت إلى سائر اللغات اللاتينية والجرمانية فأصبحت بالفرنسية القديمة والحديثة Jaspe والإنجليزية الوسطى Jasspe أو jasper لتستقر في الحديثة على اللفظ الأخير بلغة هؤلاء.

## معرض الصور
- يشب أخضر في برشلونة
- في أوريغون